# Лундстрём, Йоаким
Йоаким Лундстрём (швед. Joakim Lundström; 25 февраля 1984, Евле, Швеция) — шведский хоккеист, вратарь. В настоящее время является игроком клуба «Нове Замки», выступающего в Словацкой экстралиге. В июне 2019 года заявил о завершении карьеры.

## Статистика

### Клубная карьера
(данные до 2010 г. не приведены)
Последнее обновление: 18 июня 2012 года
|         |          |      | Регулярный сезон | Регулярный сезон | Регулярный сезон | Регулярный сезон | Регулярный сезон | Регулярный сезон | Регулярный сезон | Регулярный сезон | Плей-офф | Плей-офф | Плей-офф | Плей-офф | Плей-офф | Плей-офф | Плей-офф | Плей-офф |
| Сезон   | Команда  | Лига | Игр              | В                | П                | Мин              | ПШ               | «0»              | КН               | %                | Игр      | В        | П        | Мин      | ПШ       | «0»      | КН       | %        |
| ------- | -------- | ---- | ---------------- | ---------------- | ---------------- | ---------------- | ---------------- | ---------------- | ---------------- | ---------------- | -------- | -------- | -------- | -------- | -------- | -------- | -------- | -------- |
| 2010/11 | Фрёлунда | ШЭС  | 19               |                  |                  | 1032             | 44               | 1                | 2.56             | 91.5             | —        | —        | —        | —        | —        | —        | —        | —        |
| 2011/12 | Тимро    | ШЭС  | 33               |                  |                  | 1817             | 96               | 2                | 3.17             | 90.0             | —        | —        | —        | —        | —        | —        | —        | —        |
| 2012/13 | Тимро    | ШЭС  | 25               | 10               | 15               | 1507             | 50               | 2                | 1.99             | 92.7             | —        | —        | —        | —        | —        | —        | —        | —        |

### Международные соревнования
| Турнир   | Место | Игр | В | П | Мин | ПШ | «0» | КН   | %    |
| -------- | ----- | --- | - | - | --- | -- | --- | ---- | ---- |
| ЮЧМ-2002 | 9     | 3   |   |   |     |    |     | 2.67 | 90.6 |
| МЧМ-2004 | 7     | 6   |   |   |     |    |     | 1.40 | 93.3 |
| Всего    | Всего | 9   |   |   |     |    |     |      |      |